# Instituto Butler de Arte Americano
El Instituto Butler de Arte Americano (nombre original en inglés: Butler Institute of American Art) está ubicado en la avenida Wick de Youngstown, Ohio, Estados Unidos. Fue el primer museo dedicado exclusivamente al arte estadounidense. Fundado por el industrial y filántropo local Joseph G. Butler Jr., el museo está abierto al público de manera gratuita desde 1919.
Inaugurada en 1919, la estructura original es una obra maestra arquitectónica de McKim, Mead & White, incluida en el Registro Nacional de Lugares Históricos.

## Colecciones
Entre las obras más célebres de la colección permanente del Instituto Butler se encuentra "Snap the Whip" (Chasquear el látigo) de Winslow Homer, un famoso homenaje a la era de la escuela unitaria. Winslow; sin embargo, pintó dos versiones del cuadro (la otra versión se exhibe en el Museo Metropolitano de Arte). Las dos pinturas son distintas: la versión del Instituto Butler incluye montañas en el fondo, mientras que la de Metropolitan no.
En 2007, el museo adquirió la pintura de Norman Rockwell Lincoln the Railsplitter por 1,6 millones de dólares. El anterior propietario de la pintura de 84,5 por 44,5 pulgadas era el empresario y excandidato presidencial Ross Perot. Otros aspectos del pasado de la nación se reflejan en una colección única de pinturas que muestran a los nativos americanos del sudoeste, que una vez fueron parte de la colección personal de Joseph Butler. 
Otros puntos destacados incluyen una representación icónica de la boda de George Washington, la célebre Youngstown Strike de William Gropper, una interpretación de la violenta Little Steel Strike de 1937, y The Oregon Trail, de Albert Bierstadt, de 1869. 
Mientras tanto, la galería de arte moderno presenta una impactante pintura de tamaño natural de Alfred Leslie titulada American: Youngstown, Ohio, que representa a personalidades relacionadas con Butler tal como aparecieron en la década de 1970. El museo también posee una importante colección de obras del pintor expresionista abstracto Robert Motherwell. 

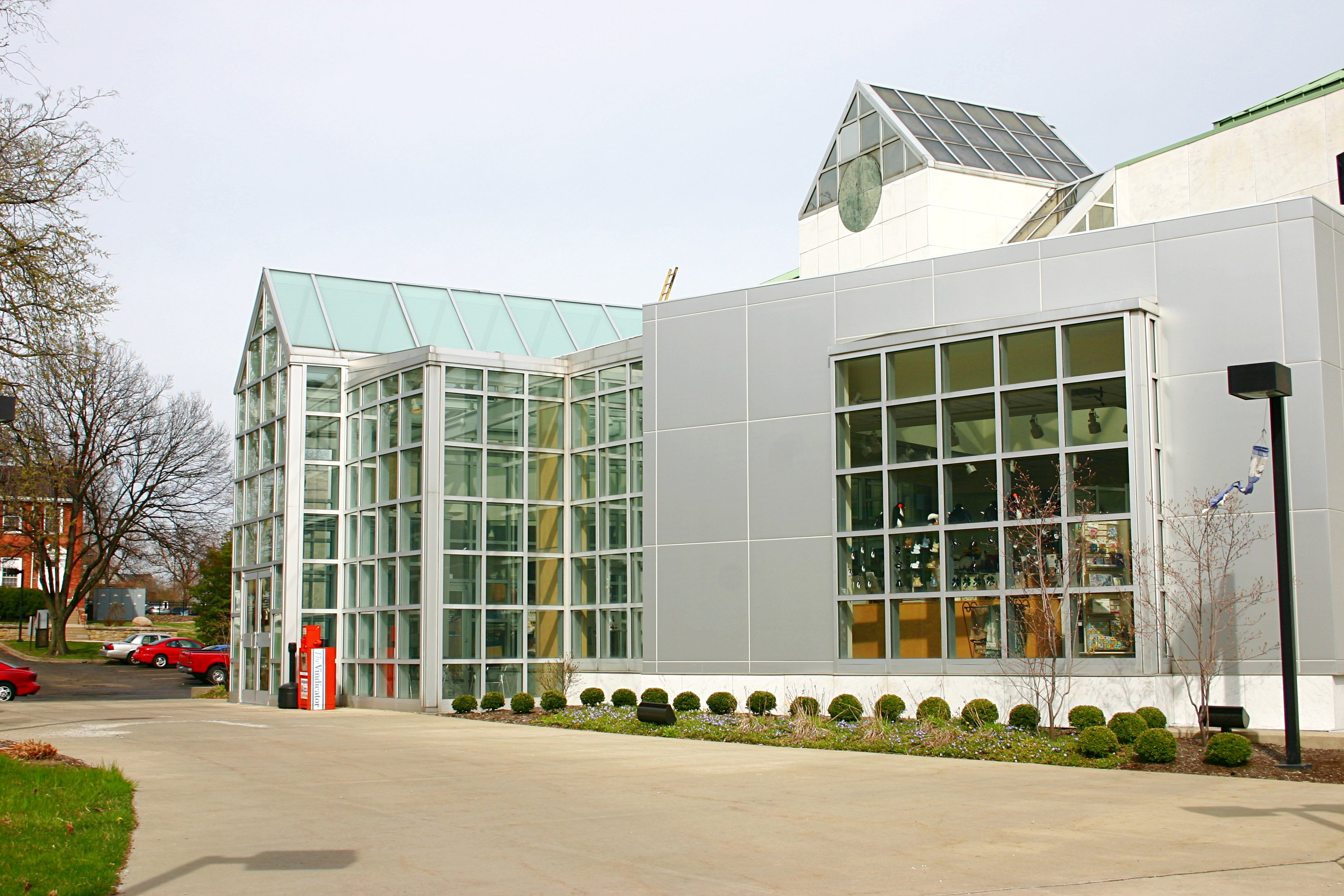
El pabellón Andrews del Instituto Butler de Arte Americano

En los últimos años, el Instituto Butler se ha expandido significativamente. Un ala sur de 19 000 pies cuadrados (1765 m²),  el Centro Beecher, fue construido en colaboración con la Universidad Estatal de Youngstown en el año 2000, con el objetivo de unir tecnología y arte. Dos años más tarde, los 3400 pies cuadrados (316 m²)  del pabellón Andrews, con un atrio de esculturas, una tienda de regalos y una cafetería, se agregó a la parte trasera de la instalación. En 2006, se compraron las instalaciones vecinas de la Primera Iglesia Cristiana y se convirtieron en un centro de educación y artes escénicas.
En octubre de 2007, el museo realizó su primera subasta en quince años. Se donaron piezas de arte de todo el país y se reunieron hasta 125 entusiastas del arte y partidarios del museo para ver y comprar las obras de arte. Todo el dinero recaudado en la subasta se destinó a la contratación de académicos para producir un catálogo actualizado de todas las piezas de arte del museo y a cubrir su costo de publicación.